# Naturdenkmal Spezialfaltung in ehemaligen Steinbruch Hesborn
Das Naturdenkmal Spezialfaltung in ehemaligen Steinbruch Hesborn mit einer Größe von 0,14 ha liegt am nordöstlichen Dorfrand von Hesborn im Stadtgebiet von Hallenberg. Das Gebiet wurde 2004 mit dem Landschaftsplan Hallenberg durch den Hochsauerlandkreis als Naturdenkmal (ND) ausgewiesen.

## Gebietsbeschreibung
Der ehemalige Steinbruch liegt am Dorfrand von Hesborn. Die Steinbruchsohle wird als Festplatz fürs Dorf genutzt. Es befindet sich auch ein Grillplatz im Bruch. Die Steilwände sind abgezäunt. Als Naturdenkmal wurden die Steilwände und vorgelagerten Geröllflächen ausgewiesen. An den Felswänden sind die erdgeschichtlichen Faltungsvorgänge im Kieselkalk-Horizont zu sehen. Diese Faltungen im Kieselkalk-Horizont sind Grund der Ausweisung als ND. 